# Faunis caecus
Faunis caecus är en fjärilsart som beskrevs av Brooks 1933. Faunis caecus ingår i släktet Faunis och familjen praktfjärilar. Inga underarter finns listade i Catalogue of Life.